# Ida Hoff
Adelaide 'Ida' Hoff (Moskou, 8 januari 1880 - Bern, 5 augustus 1952) was een Amerikaans-Zwitserse interniste.

## Biografie
Ida Hoff was de dochter van een Amerikaanse zakenman van Duitse komaf en een Baltische moeder. Ze verhuisde in 1886 met haar moeder naar Zürich en in 1892 naar Bern. Na haar schooltijd studeerde ze geneeskunde in Bern, waar ze samen met Clara Winnicki bij de enige vrouwelijke studenten was, waarna ze in 1905 deelnam aan het staatsexamen. Na een vervolgopleiding in Berlijn doctoreerde ze in Bern in 1906. Vervolgens werd ze eerste assistente van professor Hermann Sahli. In 1911 opende ze vervolgens haar eigen praktijk als interniste en werd ze de eerste schoolarts van Bern (1913-1945). Ze moedigde therapeutische gymnastiek en profylactische maatregelen aan tegen struma en tuberculose. Ook steunde ze de beweging voor het vrouwenstemrecht, met name tijdens de Schweizerische Ausstellung für Frauenarbeit (SAFFA) in 1928. Ze was bevriend met filosofe Anna Tumarkin, de eerste vrouwelijke professor aan de Universiteit van Bern.